# Paus Johannes XVIII
Johannes XVIII, geboren als Giovanni Fasano (Rome, geboortedatum onbekend - aldaar, 18 juli 1009) was paus van 25 december 1003 tot juni 1009. Johannes was de zoon van de priester Leo en werd benedictijn. Hij werd tot paus gekozen onder invloed van Johannes II Crescentius. Op verzoek van keizer Hendrik II richtte hij het bisdom Bamberg op. De patriarch van Constantinopel erkende hem enkel als bisschop van Rome. Paus Johannes XVIII stierf als monnik van de abdij San Paolo fuori le mura bij Rome, kort nadat hij zou zijn afgetreden.
Cursief: tegenpaus